# Trångsjön
Trångsjön är en sjö i Strömsunds kommun i Ångermanland och ingår i Ångermanälvens huvudavrinningsområde. Sjön har en area på 3,12 kvadratkilometer och ligger 289 meter över havet. Sjön avvattnas av vattendraget Spånsjöbäcken.

## Delavrinningsområde
Trångsjön ingår i det delavrinningsområde (708021-150293) som SMHI kallar för Utloppet av Trångsjön. Medelhöjden är 310 meter över havet och ytan är 15,25 kvadratkilometer. Det finns inga avrinningsområden uppströms utan avrinningsområdet är högsta punkten. Spånsjöbäcken som avvattnar avrinningsområdet har biflödesordning 5, vilket innebär att vattnet flödar genom totalt 5 vattendrag innan det når havet efter 158 kilometer. Avrinningsområdet består mestadels av skog (65 procent). Avrinningsområdet har 3,13 kvadratkilometer vattenytor vilket ger det en sjöprocent på 20,5 procent.